# Amaury Vassili
Amaury Vassili (Ruan, 8 de junio de 1989) es un conocido intérprete de ópera francés.

## Festival de la Canción de Eurovisión 2011
En enero de 2011, la televisión francesa France 3, decidió internamente que Amaury sea el representante de dicho país en la 56.ª edición del Festival de la Canción de Eurovisión que se celebró en mayo en Düsseldorf, Alemania. Como Francia pasa directamente a la final de la competición, Vassili cantó en el puesto 11. Su tema, titulado Sognu, fue íntegramente cantado en corso. Pese a que en las casas de apuestas se le señalaba como favorito para ganar el eurofestival en las votaciones solo pudo conseguir un 15.º puesto con 82 puntos.

## Discografía

### Álbumes de estudio
| Año  | Álbum | Max. posición en las listas | Max. posición en las listas |
| Año  | Álbum | FRA                         | BEL (WAL)                   |
| ---- | --- | --------------------------- | --------------------------- |
| 2009 | Vincero - Lanzamiento: 6 de febrero de 2009 - Discográfica: Warner Music - Formatos: CD, descarga digital    | 9                           | 31                          |
| 2010 | Canterò - Lanzamiento: 26 de noviembre de 2010 - Discográfica: Warner Music - Formatos: CD, descarga digital | 19                          | 34                          |

### Sencillos
| Año  | Sencillo                                   | Max. posición en las listas | Álbum            |
| Año  | Sencillo                                   | BEL (WAL)                   | Álbum            |
| ---- | ------------------------------------------ | --------------------------- | ---------------- |
| 2009 | "Lucente Stella"                           | 73                          | Vincero          |
| 2009 | "Mi Fa Morire Cantando"                    | —                           | Non-Album single |
| 2010 | "Endless Love" (dúo con Katherine Jenkins) | —                           | Non-Album single |
| 2011 | "Sognu"                                    | —                           | TBA              |

### Otras canciones
| Año  | Canción                   | Álbum            |
| ---- | ------------------------- | ---------------- |
| 2006 | "Nos Instants de Liberté" | Non-Album single |
| 2008 | "Parla Piu Piano"         | Vincero          |
| 2008 | "Io Ti Amero"             | Vincero          |
| 2010 | "Hallelujah"              | Vincero          |
| 2010 | "Maria"                   | Cantero          |